# Toni Pressley
Toni Deion Pressley (* 19. Februar 1990 in Melbourne, Florida) ist eine US-amerikanische Fußballspielerin, die seit der Saison 2016 bei den Orlando Pride in der National Women’s Soccer League unter Vertrag steht.

## Karriere
Im Sommer 2008 spielte Pressley kurzzeitig für den W-League-Teilnehmer Boston Renegades, in den beiden Folgejahren für den Ligarivalen der Washington Freedom Futures. Anfang 2012 wurde sie beim WPS-Draft in der zweiten Runde an Position 13 von Philadelphia Independence verpflichtet, die Liga wurde jedoch noch vor Saisonstart aufgelöst und Pressley schloss sich der Mannschaft von Western New York Flash in der WPSL Elite an. In der Saison 2012/13 spielte sie für den russischen Erstligisten Rjasan WDW.
Pressley unterschrieb im Juni 2013 einen Vertrag bei dem NWSL-Teilnehmer Washington Spirit und debütierte für diese am 15. Juni gegen Western New York Flash. Im Februar 2015 wechselte sie im Tausch für Estelle Johnson zum Ligakonkurrenten Western New York Flash und von dort bereits im Mai 2015 weiter zu den Houston Dash.

### Nationalmannschaft
Pressley spielte für die US-amerikanischen Jugendnationalmannschaften in den Altersklassen U-17, U-18, U-20 und U-23. Mit der U-20 nahm sie im Jahr 2010 an der Weltmeisterschaft in Deutschland teil.